# Brede Pastorat
Brede Pastorat er et pastorat i Tønder Provsti, Ribe Stift med de syv sogne:
- Brede Sogn
- Emmerlev Sogn
- Visby Sogn
- Ballum Sogn
- Sønder Skast Sogn
- Randerup Sogn
- Hjerpsted Sogn

I pastoratet er der syv kirker:
- Brede Kirke
- Emmerlev Kirke
- Visby Kirke
- Ballum Kirke
- Sønder Skast Kirke
- Randerup Kirke
- Hjerpsted Kirke